# Langues sémitiques du Nord-Ouest
Le sémitique du Nord-Ouest, aussi appelé syro-palestinien en géographie dialectale, est une division des langues sémitiques comprenant les langues autochtones du Levant. 
Il aurait émergé du sémitique commun au début de l'Âge du bronze. Il est d'abord attesté par des noms propres identifiés comme amorrites à l'Âge du bronze moyen. Les textes cohérents les plus anciens sont en ougaritique, datant de la fin de l'Âge du bronze, qui, au moment de l' effondrement de l'Âge du bronze, sont rejoints par l'araméen ancien, et par l'Âge du fer par les langues cananéennes (phénicien et hébreu).
Le terme a été inventé par Carl Brockelmann en 1908, qui a séparé la classification 1883 de Fritz Hommel de langues sémitiques occidentales en langues sémitiques du Nord-Ouest (cananéen et araméen) et langues sémitiques du Sud-Ouest (arabe et abyssin).
Le sous-groupe cananéen de Brockelmann comprend l'ougaritique, le phénicien et l'hébreu. Certains érudits  en sépareraient de nos jours l'ougaritique, le considérant comme une branche distincte du sémitique du Nord-Ouest aux côtés du cananéen.
Le sémitique central est un groupe intermédiaire proposé comprenant le sémitique du nord-ouest et l' arabe. Le sémitique central est soit un sous-groupe du sémitique de l'Ouest, soit une division de premier niveau du sémitique au côté du sémitique de l'Est et du   sémitique du Sud. SIL Ethnologue dans son système de classification (des langues vivantes seulement) élimine entièrement le sémitique du Nord-Ouest en réunissant le cananéen et l'arabe dans un groupe « sud-central » qui, avec l'araméen, forme le sémitique central. L' inscription de Deir Alla et le samalien ont été identifiés comme des variétés linguistiques ne relevant pas de l'araméen proprement dit, mais contenant quelques similitudes avec l'araméen, peut-être dans un sous-groupe « aramoïde » ou « syrien » ,.
Il est clair que l'écriture taymanitique exprimait une variété linguistique distincte qui n'est pas arabe et qui n'est pas étroitement liée à l'hismaïque ou au safaïtique, alors qu'on peut provisoirement suggérer qu'elle était plus étroitement liée au sémitique du Nord-Ouest.

## Développement historique

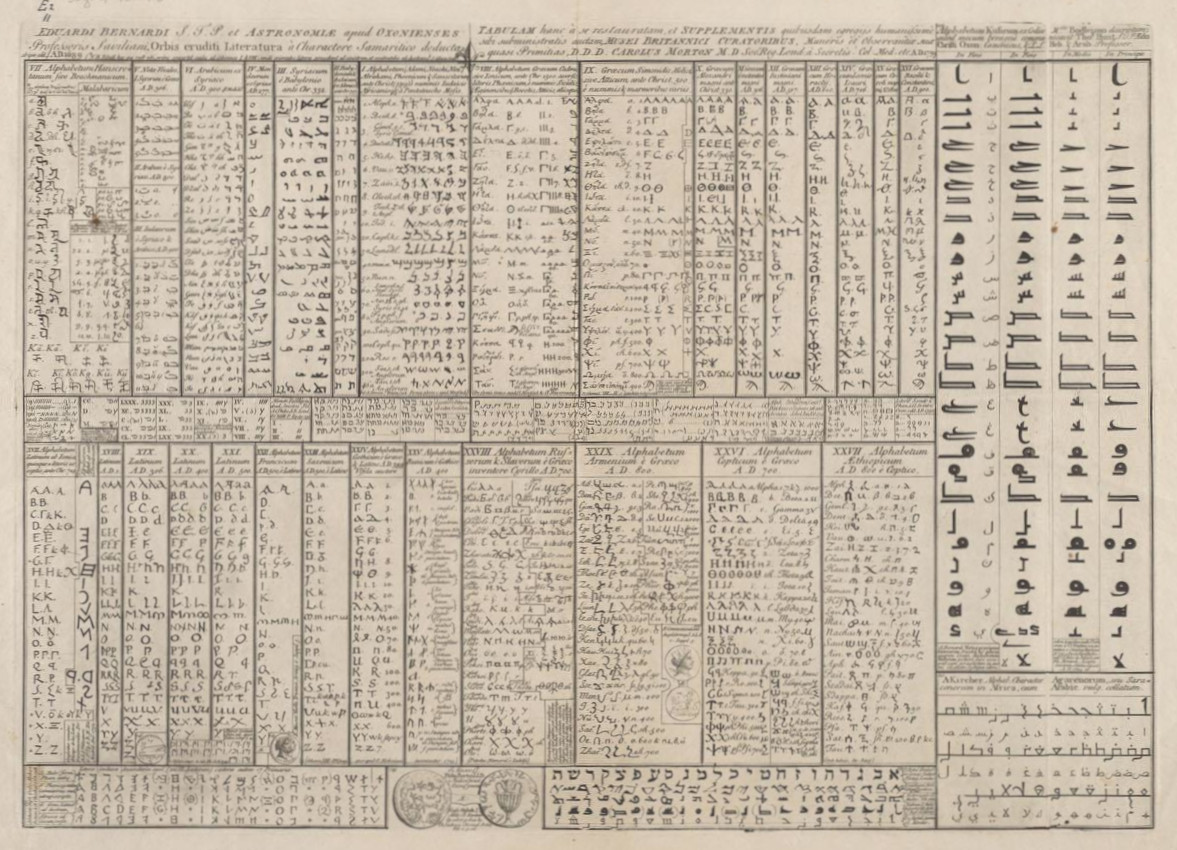
Charles Morton a mis a jour en 1759 la version Edward Bernard Orbis eruditi. compare tous les alphabets dits de 1689, y compris Northwest sémitique qui est décrit comme Adami, Noachi, Nini, Abrahami, Phoenicum et Samaritarum ante Christe (5509) a nummis Iudaicis Africanisque Pentateucho Mosis.

La période de temps pour la séparation du sémitique du Nord-Ouest du proto-sémitique ou d'autres groupes sémitiques est incertaine. La première attestation d'une langue sémitique du nord-ouest est de l'ougaritique au XIVe siècle av. J.-C.
Au début du 1er millénaire, la langue phénicienne s'est répandue dans toute la Méditerranée par le biais des colonies phéniciennes, notamment à Carthage dans la Tunisie actuelle. L'alphabet phénicien est d'une importance fondamentale dans l'histoire humaine en tant que source et ancêtre de l'alphabet grec, de l'alphabet latin plus tardif, des systèmes d'écriture araméen (hébreu carré), syriaque et arabe, rune germanique, ibérique, libyque et cyrillique.
Au VIe siècle av. J.-C., l'utilisation de l'araméen s'est répandue dans toute la région sémitique du nord-ouest (voir l'araméen impérial), conduisant en grande partie les autres langues sémitiques du Nord-Ouest à l'extinction. Les anciens Judéens ont adopté l'araméen pour un usage quotidien, et des parties du Tanakh sont écrites en araméen. L'hébreu a cependant été préservé en tant que langue liturgique juive et langue d'érudition, et fut ressuscité au XIXe siècle, avec des adaptations modernes, pour devenir la langue hébraïque moderne.
Après les conquêtes musulmanes du VIIe siècle, l'arabe a commencé à remplacer progressivement l'araméen dans toute la région. L'araméen survit aujourd'hui en tant que langue liturgique de l'Église chrétienne syriaque, et est parlé dans les dialectes modernes par de petites populations en voie de disparition dispersées dans tout le Moyen-Orient. Il existe également un substrat araméen en arabe levantin.

### Changements sonores
Phonologiquement, l'ougaritique a perdu le son * ṣ́, le remplaçant par / t͡s / (ṣ) (le même changement s'est produit en cananéen et en akkadien). Que ce même son soit devenu / ʕ / en araméen (bien qu'en araméen ancien, il ait été écrit avec qoph), cela suggère que l'ugaritique n'est pas la langue parente du groupe. Un exemple de ce changement de son peut être vu dans le mot pour la terre: ougaritique / ʔart͡s / ('arṣ), punique / ʔart͡s / (' arṣ), hébreu / ʔɛrɛt͡s / ('ereṣ) et araméen / ʔarʕaː / (' ar ' une').
Le changement de voyelle de * aː à / oː / distingue le cananéen de l'ougaritique. Aussi, dans le groupe cananéen, la série de fricatives interdentaires sémitiques devient sifflante: * ð (ḏ), * θ (ṯ) et * θ̣ (ṱ) sont devenues / z /, / ʃ / (š) et / sˤ / (ṣ) respectivement. L'effet de ce changement de son peut être vu en comparant les mots suivants :
| Changement vocalique  | Ougaritique | araméen              | Hébreu biblique         | Traduction                             |
| --------------------- | ----------- | -------------------- | ----------------------- | -------------------------------------- |
| *ð (ḏ)→/z/            | 𐎏𐎅𐎁 ḏhb     | דהב /dəhab/ (dəhaḇ)  | זהב /zaˈhab/ zahab      | or                                     |
| *θ ( ṯ ) → /ʃ/ ( š )  | 𐎘𐎍𐎘 ṯlṯ     | תלת /təlaːt/ (təlāṯ) | שלוש/שלש /ʃaˈloʃ/ šaloš | trois                                  |
| *θ̣ ( ṱ ) → /sˤ/ ( ṣ ) | 𐎉𐎆 ṱw       | טור /tˤuːr/ (ṭûr)    | צור /sˤur/ çur (ṣur)    | montagne (araméen) ou falaise (hébreu) |